# DDT (CP/M)
DDT – dyrektywa nierezydenta systemu CP/M, zlecająca uruchomienie programu uruchomieniowego DDT. Program ten przeznaczony jest do uruchamiania programów, testowania, wykrywania błędów i ich debugowania.
Dyrektywa ta może mieć następującą postać:
DDT [X:]nazwa_jednoznaczna.HEXuruchomienie programu DDT dla pliku w postaci szesnastkowej pliku nazwa_jednoznaczna.HEX, z bieżącego katalogu lub (jeżeli wyspecyfikowano) z napędu X:
DDT [X:]nazwa_jednoznaczna.COMuruchomienie programu DDT dla pliku w postaci wykonywalnej pliku nazwa_jednoznaczna.COM, z bieżącego katalogu lub (jeżeli wyspecyfikowano) z napędu X:
Powyższym poleceniem można debugować zbiory z obszaru bieżącego użytkownika. Przetwarzanie pliku z obszaru innego użytkownika, wymaga przejścia do obszaru tego użytkownika dyrektywą USER.
Program DDT ładuje do pamięci program z pliku w postaci szesnastkowej HEX lub wykonywalnej COM. Po wykonaniu odpowiednich operacji, program zgłasza się znakiem zachęty, o postaci: myślnik "-". Od tej chwili użytkownik może wprowadzać dyrektywy programu DDT. Dyrektywy te umożliwiają testowanie i debugowanie załadowanego programu.
Dyrektywy DDT należą do jednej z pięciu grup dyrektyw:
1. dyrektywy wprowadzania  i poprawiania instrukcji, rejestrów, wskaźników i pamięci:
  - L – wyprowadzenie instrukcji w postaci mnemonicznej
  - D – wyprowadzenie zawartości komórek pamięci
  - S – sprawdzenie i zmiana wartości komórek pamięci
  - X – wyprowadzenie wskaźników i rejestrów
2. dyrektywy blokowania i przesuwania obszarów pamięci:
  - F – wypełnienie obszaru pamięci określoną wartością
  - M – przepisanie zawartości obszaru pamięci do innego obszaru
3. dyrektywy zmiany i dopisywania instrukcji mnemonicznych:
  - A – bezpośrednie wprowadzenie instrukcji mnemonicznych
4. dyrektywy wykonania programu, wstawianiu pułapek i drukowania śladu:
  - T – wykonanie kolejnej, pojedynczej instrukcji z wyprowadzeniem stanu procesora
  - U – wykonanie kolejnej, pojedynczej instrukcji bez wyprowadzenia stanu procesora
  - G – rozpoczęcie wykonywania programu od bieżącego adresu do pułapki
5. dyrektywy ładowania instrukcji:
  - I..., R – wczytanie pliku i rozpoczęcie uruchamiania programu

Koniec pracy z programem następuje po wydaniu polecenia G0. Po zakończeniu programu DDT, dostępny w pamięci program, przetestowany i poprawiony, możne zostać zapisany jako program wykonywalny typu COM, za pomocą dyrektywy systemowej SAVE.